# 梶栗郷台地駅
梶栗郷台地駅（かじくりごうだいちえき）は、山口県下関市綾羅木新町三丁目にある、西日本旅客鉄道（JR西日本）山陰本線の駅である。

## 概要
1935年（昭和10年）10月1日、国有鉄道の梶栗駅（かじくりえき）が山陰本線安岡駅 - 綾羅木駅間のほぼ中間地点に設置された。しかし、太平洋戦争中の燃料統制により、同線で使用されていたガソリン動車が使用出来なくなり、1941年（昭和16年）8月10日に廃止された。
その後平成期に入り綾羅木駅北部から新下関駅にかけての川中地区が下関市街地に近いニュータウンエリアとして注目を集め宅地開発が進み、約67年ぶりに駅が復活することとなり、2008年3月15日に開業した。但し駅設置場所は旧駅とは異なる。駅設置決定時は旧駅名と同じ「梶栗駅」の仮称が与えられていたが、近傍の綾羅木郷遺跡周辺の地名にちなみ「郷台地」の名称を後ろに付すことになった。

## 歴史
- 2008年（平成20年）3月15日：開業。

## 駅構造

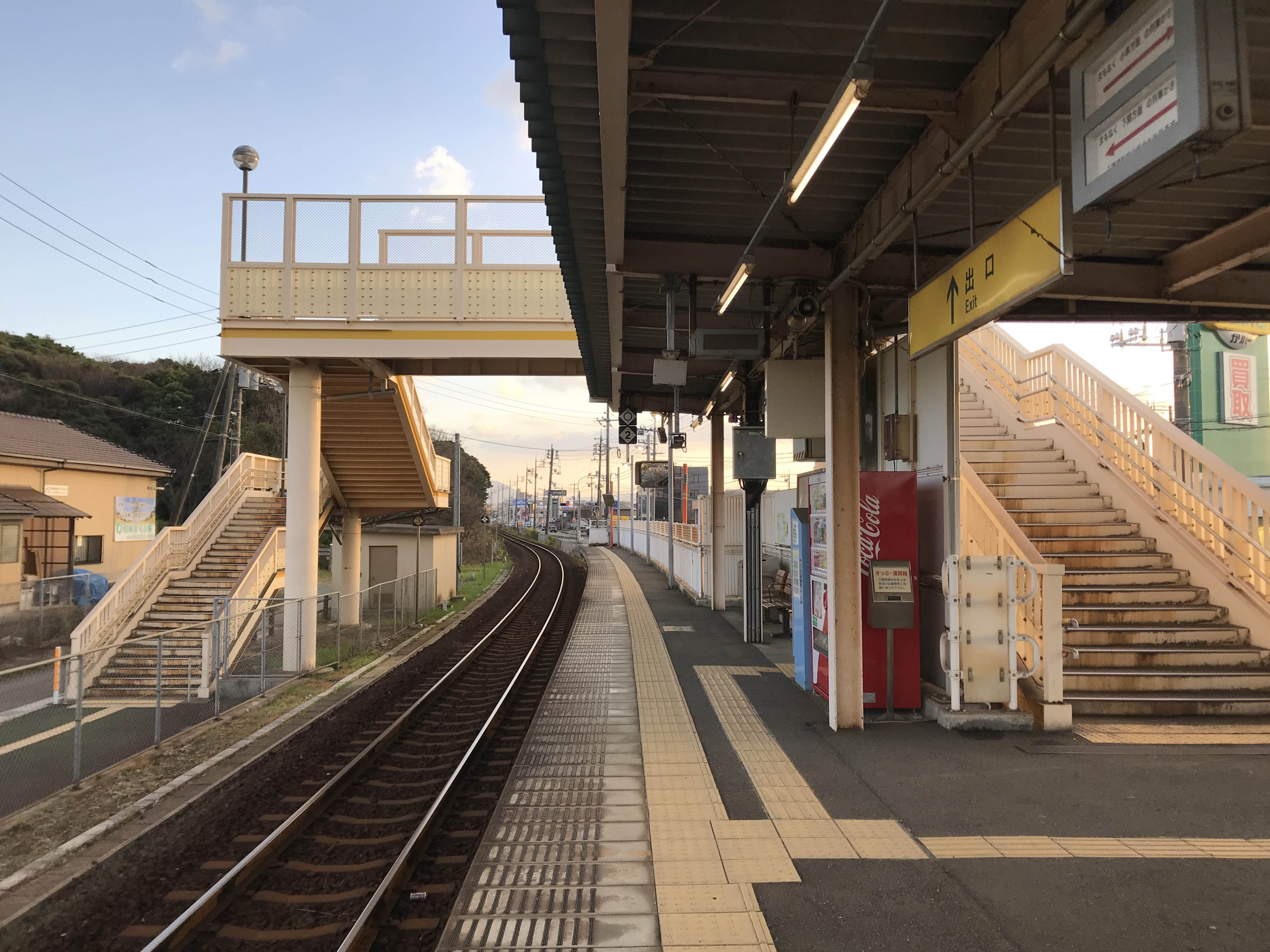
ホーム（2018年12月）

幡生方面に向かって右側（西側）に単式ホーム1面1線を備えた地上駅（停留所）。下関駅管理の無人駅で、駅舎は設けられず、ホーム上に自動券売機と集札箱が設置されている。ホームの反対側にあたる駅東側に駅前広場が整備され、東側からは跨線橋を通じてホーム側へ廻ることが出来る。

## 利用状況
1日の平均乗車人員は以下の通り。2023年の1日当たりの利用者数は618人、年間利用客数は11万3012人である。
| 乗車人員推移 | 乗車人員推移 |
| 年度         | 1日平均人数  |
| ------------ | ------------ |
| 2008         | 341          |
| 2009         | 398          |
| 2010         | 404          |
| 2011         | 412          |
| 2012         | 413          |
| 2013         | 425          |
| 2014         | 408          |
| 2015         | 404          |
| 2016         | 382          |
| 2017         | 364          |
| 2018         | 362          |
| 2019         | 338          |
| 2020         | 253          |
| 2021         | 245          |
| 2022         | 276          |
| 2023         | 309          |

## 駅周辺
川中地区と安岡地区のほぼ中間、西側に山口県道248号下関港安岡線（旧国道191号）が並走する場所にある。駅東側は市街化調整区域となっているため田が広がるが、駅北側と山口県道の西側は新興住宅地となっている。なお、駅南東には綾羅木郷遺跡公園があり、その一角に下関市立考古博物館が設けられている。
- ハイパーモールメルクス綾羅木
- ザ・ビッグ安岡店
- 下関北運動公園 - 下関球場
- 国道191号（下関北バイパス）
- 山口県道248号下関港安岡線（旧国道191号）
- 梶栗川
- 郷川

## 隣の駅
西日本旅客鉄道（JR西日本）
■山陰本線
安岡駅 - 梶栗郷台地駅 - 綾羅木駅